# Nupserha tanganjicae
Nupserha tanganjicae là một loài bọ cánh cứng trong họ Cerambycidae.